# Marinarozelotes bardiae
Marinarozelotes bardiae es una especie de araña araneomorfa del género Marinarozelotes, familia Gnaphosidae. Fue descrita científicamente por Caporiacco en 1928.
Se distribuye por el Mediterráneo. El cuerpo del macho mide aproximadamente 4,9-7,7 milímetros de longitud y el de la hembra 5,9-10,0 milímetros.